# Ельня (Ногинский район)
Е́льня — деревня в Богородском городском округе Московской области России, входит в состав сельского поселения Аксёно-Бутырское.

## Население
| 1852 | 1859 | 1890 | 1926  | 2002 | 2006 | 2010 |
| ---- | ---- | ---- | ----- | ---- | ---- | ---- |
| 549  | ↗598 | ↘266 | ↗1071 | ↘171 | ↘143 | ↗183 |

## География
Деревня Ельня расположена на востоке Московской области, в западной части Богородского городского округа, примерно в 32 км к востоку от Московской кольцевой автодороги и 7 км к западу от центра города Ногинска, по левому берегу реки Клязьмы.
В 5 км к западу от деревни проходит Монинское шоссе Р109, в 1 км к югу — Горьковское шоссе М7, в 13 км к северо-западу — Щёлковское шоссе А103, в 6 км к востоку — Московское малое кольцо А107. Ближайшие населённые пункты — посёлок радиоцентра-9, деревни Берёзовый Мостик и Стулово.
В деревне один микрорайон — Западный; девять улиц — 3 Интернационала, Калинина, Ленина, Массив 2, Новая, Первомайская, Полевая, Пролетарская и Советская; приписано два садоводческих товарищества (СНТ).
Связана автобусным сообщением с городом Ногинском и рабочим посёлком Монино.

## Название
Название деревни образовано народным географическим термином ельня, означающим «остаток от большого лесного массива; небольшой ельник, может быть сосняк, можжевельник», «вырубленный ельник и вообще вырубленный хвойный лес», «хвойную поросль по вырубке со старыми пнями и кореньями».

## История
В середине XIX века деревня относилась ко 2-му стану Богородского уезда Московской губернии и принадлежала постоянно проживающей в ней А. Ю. Юргенсон. В деревне был 61 двор, крестьян 264 души мужского пола и 285 душ женского.
В «Списке населённых мест» 1862 года — владельческая деревня 2-го стана Богородского уезда Московской губернии по левую сторону Владимирского шоссе (от Богородска), в 7 верстах от уездного города и 16 верстах от становой квартиры, при реке Клязьме, с 85 дворами и 598 жителями (283 мужчины, 315 женщин).
По данным на 1890 год — деревня Шаловской волости 2-го стана Богородского уезда с 266 жителями, при деревне работала парусиновая фабрика крестьянина Никифора Лукьянова, на которой трудилось 4 рабочих.
В 1913 году — 172 двора и чайная лавка.
По материалам Всесоюзной переписи населения 1926 года — центр Ельнинского сельсовета Пригородной волости Богородского уезда в 1,6 км от Владимирского шоссе и 8,5 км от станции Богородск Нижегородской железной дороги, проживал 1071 житель (508 мужчин, 563 женщины), насчитывалось 214 хозяйств, из которых 203 крестьянских.
С 1929 года — населённый пункт Московской области в составе:
- Ельнинского сельсовета Богородского района (1929—1930)[17],
- Ельнинского сельсовета Ногинского района (1930—1959)[18],
- Аксёно-Бутырского сельсовета Ногинского района (1959—1963, 1965—1994)[18][19],
- Аксёно-Бутырского сельсовета Орехово-Зуевского укрупнённого сельского района (1963—1965)[20],
- Аксёно-Бутырского сельского округа Ногинского района (1994—2006)[19],
- сельского поселения Аксёно-Бутырское Ногинского муниципального района (2006—2018)[21][22] и Богородского городского округа (с 2018 года)[23].